# Kraftvarmeværk
Et kraftvarmeværk (CHP; Combined heat and power plant) er et kraftværk der producerer elektricitet (kraft) og derudover udnytter overskudsvarmen til at levere varme til fjernvarmenettet. Herved bliver der draget nytte af varmeproduktionen, som ved normale kraftværker blot ledes ud til omgivelserne, fx havet eller atmosfæren, som henholdsvis varmt vand/luft. På denne måde øger man virkningsgraden og sparer en masse energi, da denne varme i princippet blot er et biprodukt af elproduktionen. Virkningsgraden for elproducerende kraftværker ligger typisk på 30-40 %, men ved at udnytte overskudsvarmen kan virkningsgraden for et kraftvarmeværk overstige 90 %. Der produceres også fjernkøling på nogle kraftvarmeværker. Det kaldes på engelsk trigeneration (CCHP; Combined cooling, heat and power).

## Opbygning
På et kraftvarmeværk opvarmes vand i en kedel, så det bliver til vanddamp under højt tryk. Dampen ledes gennem en turbine, så den drejer rundt. Turbinen er forbundet med en elektrisk generator, der omdanner den mekaniske energi til elektricitet. Når dampen har afgivet det meste af sin energi, gøres den igen flydende (fortættes), så den dels fylder mindre og dermed giver plads til, at ny damp kan komme ind til turbinen, og dels føres tilbage til kedlen som vand og dermed fuldende kredsløbet. Kondenseringen af dampen foregår ved, at den ledes gennem koldt vand. Dette kolde vand opvarmes derved, og det kan så udnyttes som fjernvarmevand.

## Kraftvarmeværker i Europa
Europæiske lande har de mest udbyggede fjernvarmesystemer som andel af elproduktionen i verden. Øverst ligger lande som Danmark, Holland og Finland. The European Association for the Promotion of Cogeneration arbejder for udbredelsen af kraftvarmesystemer/fjernvarme/fjernkøling.

### Danmark
Kraftvarmeværker er meget udbredt i Danmark i modsætning til resten af verden. Den store udbredelse af kraftvarmeværker i Danmark skyldes dels behovet for varme i danske husstande, dels at befolkningstætheden er tilstrækkelig stor, dels en politisk beslutning om tilslutningspligt til kraftvarmeværker, samt en stor teknologisk indsats i at udvikle og effektivisere kraftvarmeværker.
Avedøreværket er et teknologisk meget avanceret kraftvarmeværk, der med en samlet virkningsgrad på op til 94% er et af verdens mest effektive.